# Arcutio

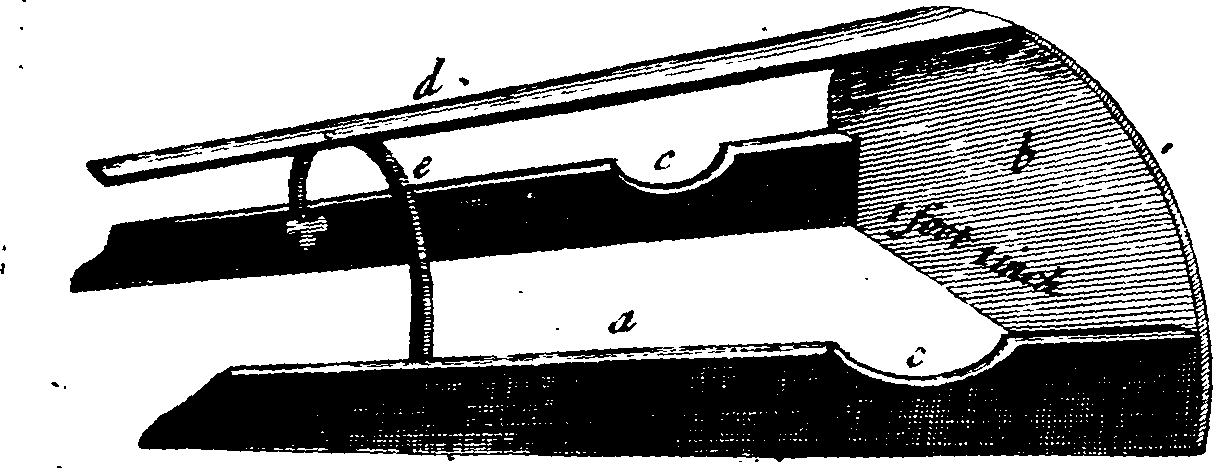
Dibujo realizado para ilustrar el arcutio en el original de la revista Philosophical transactions de 1731

El arcutio, también denominado arcuccio (pequeño arco) por su origen italiano, era un artilugio diseñado en el siglo XVI para prevenir la asfixia por aplastamiento en los lactantes, una de las principales causas del síndrome de la muerte súbita del lactante. Este sistema constaba de un armazón de madera con aberturas a los lados, dentro del cual se colocaba el bebé para que estuviera protegido al dormir en la misma cama que los padres o de la ama de crianza. Servía tanto para evitar que los adultos se echaran sin querer encima del bebé en el caso de que durmieran en la misma cama, o de que la cabeza del bebé se cubriera con la manta sin querer provocándole la asfixia. También permitía amamantar al bebé a través de las aberturas laterales, evitando que la madre cayera encima del bebé en caso de quedarse dormida.

## Historia
En la Edad Media se describió un tipo de muerte infantil a la que denominaron asfixa por aplastamiento, y era un tipo de muerte infantil producida por el aplastamiento accidental del bebé por un adulto si dormía en la misma cama. Las estadísticas de la parroquia de Canterbury del siglo XVI colocaba la asfixia como la principal de las causas de muerte en recién nacidos. Pese a los datos recogidos en siglos anterioresos historiadores estiman que la probabilidad que se produjeran este tipo de accidentes era mucho más baja de la que se reportaba en la época, y que esta nueva enfermedad se inventó para ocultar los numerosos casos de infanticidio por asfixia que se daban en la época.
El arcutio era ampliamente utilizado en la zona de Florencia, según describe Oliver St John en el número 422 de la revista científica Philosophical Transactions, publicado en 1731. A raíz de la publicación del boletín con las estadísticas semanales sobre los tipos de muerte que se daban en Londres denominadas bills of mortality (en inglés "cuentas de mortalidad"), en la que se incluía un apartado de asfixia infantil, la sociedad empezó a preocuparse por este tipo de accidentes y se publicaron diversos manuales de salud general en la que se incluía la recomendación de utilizar el arcutio.